# Kalamariá
Kalamariá (en grec moderne : Καλαμαριά) est une ville de Grèce située dans l'aire urbaine de Thessalonique. Selon le recensement de 2011, la ville compte 91 518 habitants ce qui en fait la dixième ville du pays.

## Géographie
Kalamariá, est une banlieue densément peuplées de Thessalonique.
Kalamariá est située à environ 7 kilomètres au sud-est du centre-ville de Thessalonique, sur un promontoire (Mikro Emvolo ou Karabounaki) sur la rive du golfe Thermaïque ou son prolongement nord-est, le golfe de Thessalonique.

## Administration
Le dème de Kalamariá se situe dans le district régional de Thessalonique et dans la périphérie de Macédoine-Centrale. Le dème s'étend sur 6,401 km2. Depuis juin 2019, le maire est Ioánnis Dardamanélis.

## Population
| 1981   | 1991   | 2001   | 2011   |
| ------ | ------ | ------ | ------ |
| 51 676 | 80 698 | 87 255 | 91 279 |

| 2021   | - | - | - |
| ------ | - | - | - |
| 92 248 | - | - | - |

## Transports

### Transport ferroviaire
Kalamariá abrite les stations Kalamariá (en), Aretsoú (en), Néa Kríni (en) et Míkra (en) de la ligne 2 du métro de Thessalonique.

### Axes routiers
Les principales routes qui desservent Kalamariá sont l'avenue Konstantinos Karamanlis à l'est (qui relie l'autoroute A25 (Thessalonique-Chalcidique)), l'avenue Taki Ekonomidi (qui relie le quartier populaire de Nea Krini avec centre-ville de Thessalonique), l'avenue Megalou Alexandrou - la plus grande avenue de Thessalonique et la route nationale EO16 qui constitue l'accès principal depuis Kalamaria à l'aéroport de Thessalonique-Makedonía et à la banlieue sud-est de Thessalonique. 
D'autres liaisons routières principales existent avec Thermi, et l'extrémité sud-est du périphérique de Thessalonique (qui contourne l'aire métropolitaine de Thessalonique) se trouve au sud-est de Kalamaria.

## Cultes
La ville est, depuis 1974, le siège de la Métropole de Néa Kríni et Kalamariá.

## Sport
Le Apollon Kalamarias est un club multisports basé à Kalamariá.
Le stade de football Apollon permet d'accueillir 7 000 spectateurs. Le club de football Apollon Kalamarias est aujourd'hui en 2e division grecque.
Le club de basket-ball féminin a remporté deux fois le championnat de Grèce en 1974 et 1992.

## Jumelages
| Ville | Ville             | Pays | Pays       |
| ----- | ----------------- | ---- | ---------- |
|       | Clearwater        |      | États-Unis |
|       | Dimitrovgrad      |      | Bulgarie   |
|       | Liptovský Mikuláš |      | Slovaquie  |
|       | Paphos            |      | Chypre     |
|       | Saranda           |      | Albanie    |
|       | Solna             |      | Suède      |

## Galerie

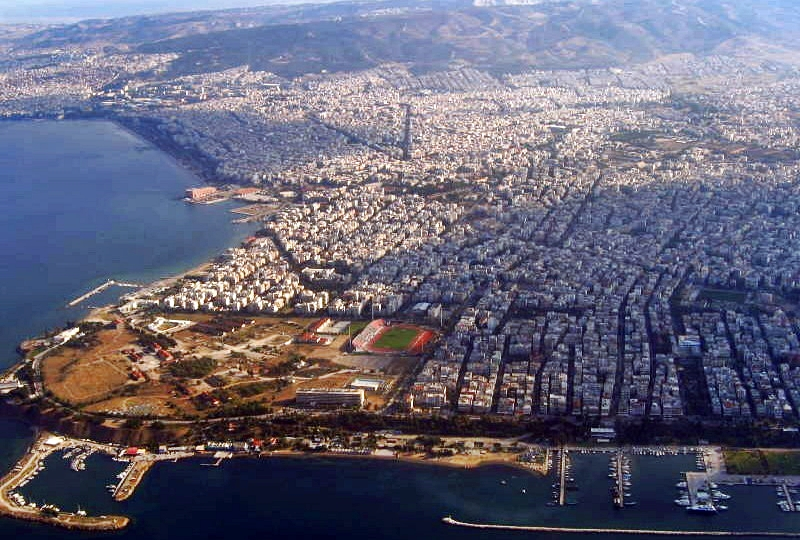
Vue aérienne de l'est de Thessalonique avec Kalamaria au premier plan.
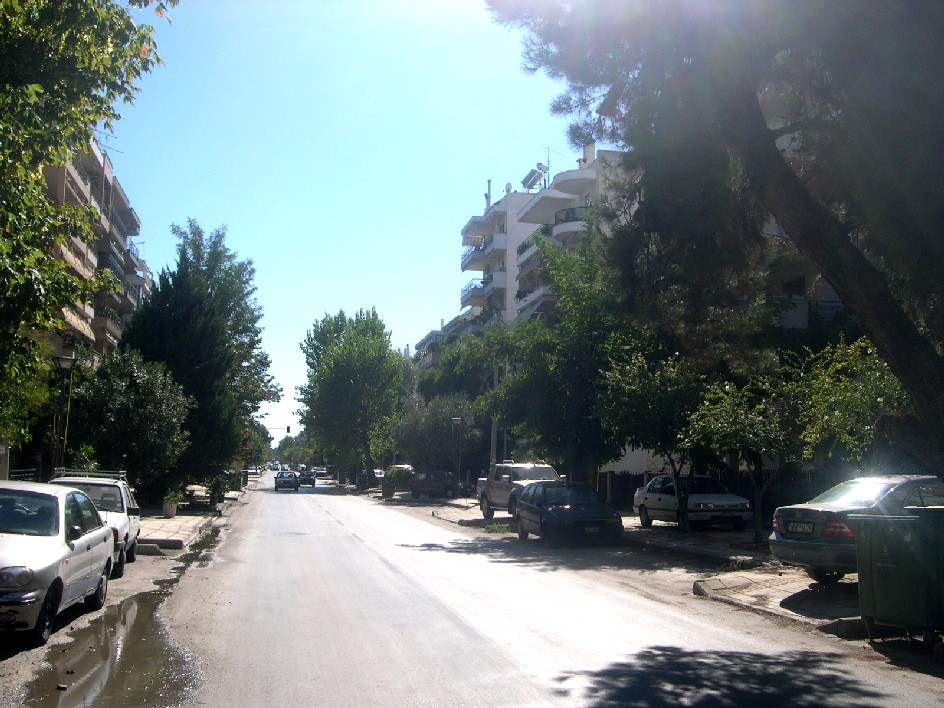
Rue de Kalamaria.
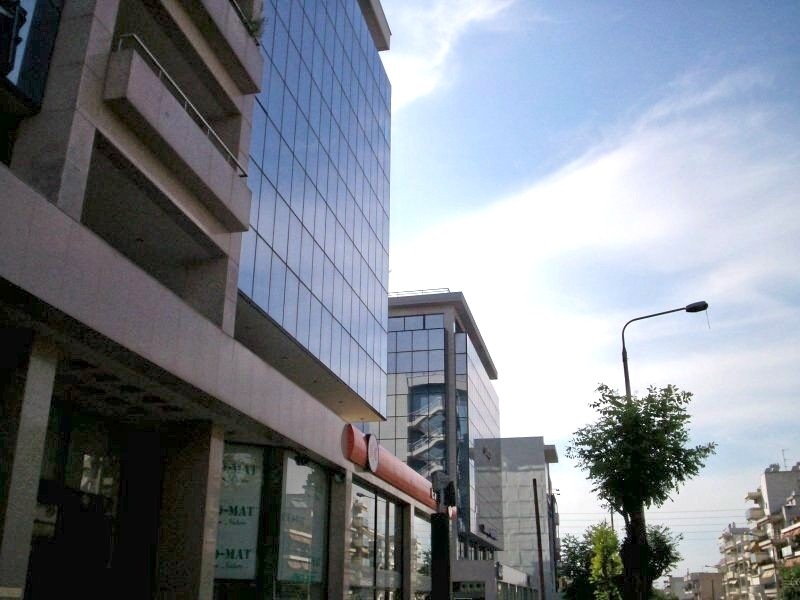
Immeubles de Kalamaria.
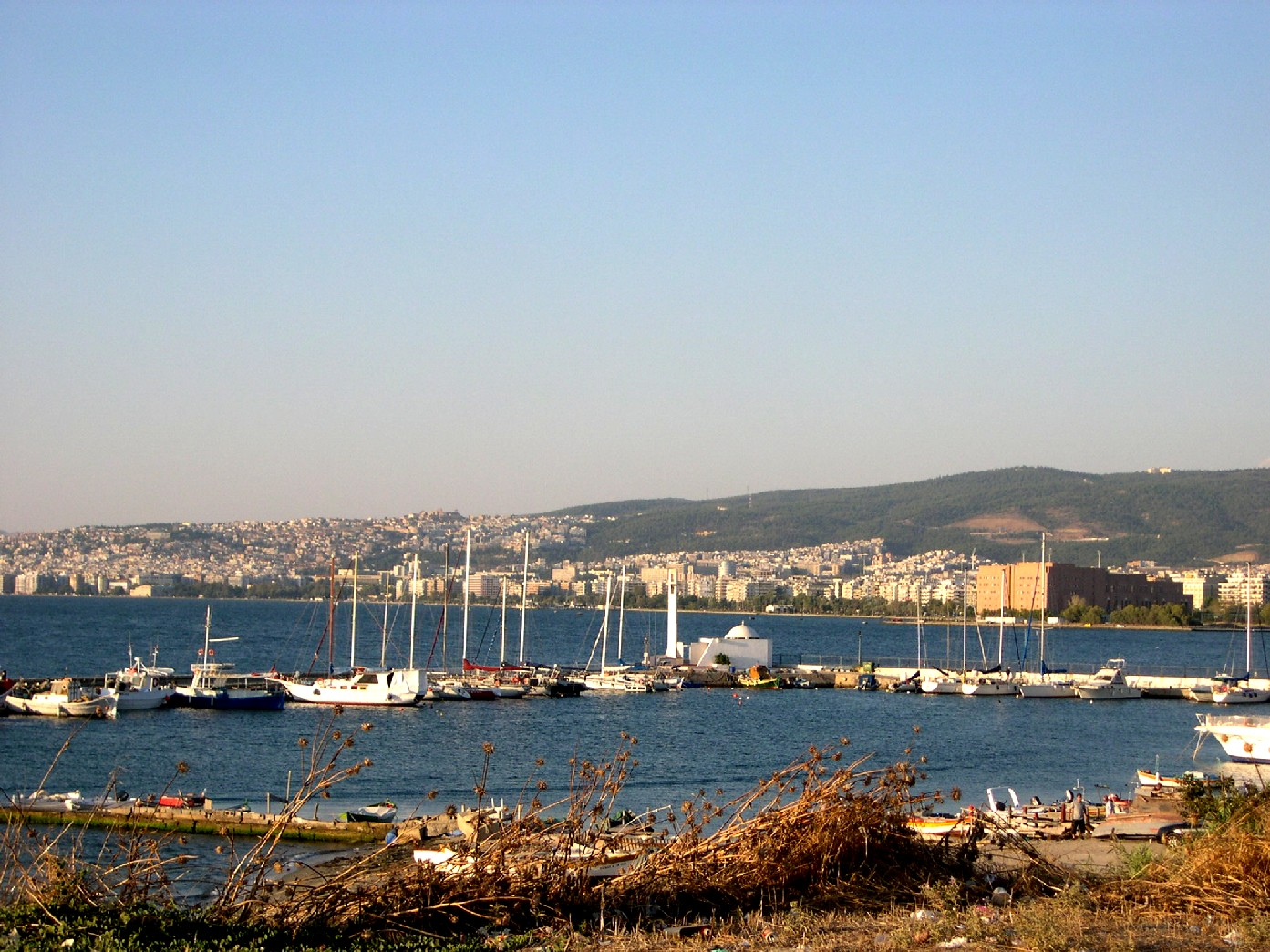
Vue depuis Mikro Emvolo vers le centre de Thessalonique.